# یواس‌اس پوکیپسی (پی‌اف-۲۶)
یواس‌اس پوکیپسی (پی‌اف-۲۶) (به انگلیسی: USS Poughkeepsie (PF-26)) یک کشتی بود که طول آن ۳۰۳ فوت ۱۱ اینچ (۹۲٫۶۳ متر) بود. این کشتی در سال ۱۹۴۳ ساخته شد.